# Kerkhof van Vladslo
Het Kerkhof van Vladslo is een gemeentelijke begraafplaats in het Belgische dorp Vladslo, een deelgemeente van Diksmuide. Het kerkhof ligt in het dorpscentrum rond de Sint-Martinuskerk en is aan de straatkant omgeven door lage een bakstenen muur.
Op het kerkhof staat een kapel ter nagedachtenis van de burgerlijke en militaire slachtoffers uit de Eerste Wereldoorlog. In de natuurstenen kapel staat een klein altaar met een Mariabeeld. Er hangen ook twee panelen met de namen van de omgekomen dorpsgenoten. Voor de kapel zit in de kerkhofmuur een hek, geflankeerd door twee bakstenen zuiltjes waaraan een zwarte marmeren plaat met een herdenkingstekst is aangebracht.

## Brits oorlogsgraf
Op het kerkhof ligt het graf van de Britse sergeant Ronald Frederick Broad. Hij was piloot bij de Royal Air Force en sneuvelde met zijn Hawker Typhoon op 20 september 1943. Zijn graf wordt onderhouden door de Commonwealth War Graves Commission en staat er genoteerd als Vladslo Churchyard.